# Japanskt medborgarskap

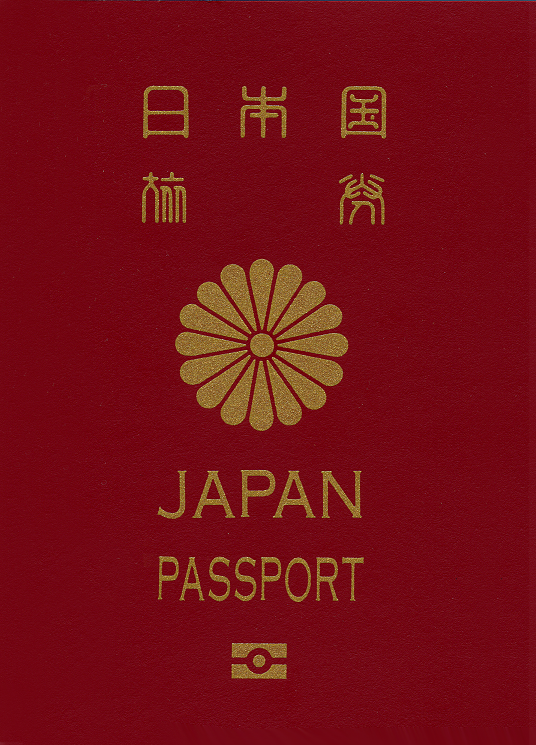
Japans pass som landets medborgare kan ansöka om

Japanskt medborgarskap är den legala förbindelsen mellan en privatperson och Japan. Staten följer i princip ius sanguinis-principet.

## Medborgarskap genom födelse
En person är en infödd japansk medborgare om åtminstone en av hans eller hennes förälder har japanska medborgarskapet vid barnets födelse. Om en av föräldrarna är en utlänning och paret är inte gift med en japansk medborgare, får barnet japanska medborgarskapet endast efter bevis på föräldrarnas medborgarskap.
Om barnet har fötts på japansk mark och hans eller hennes föräldrar är okända, kan barnet får Japans medborgarskap efter att ha bott i landet för 3 år. Barn som har adopterats av japanska medborgare får medborgarskapet efter ett år.

## Medborgarskap genom ansökan
Man kan få Japans medborgarskap genom ansökan om man fyller följande krav:
- har bott lagligt i Japan för åtminstone 5 år
- är åtminstone 20 år gammal och myndig i sitt hemland
- har gott rykte
- kan sörja sig i Japan antingen självständigt eller med hjälp av sin familj
- har givit upp sina andra medborgarskap (om möjligt) eller är redan statslös
- är inte med i verksamhet som syftar till att upphäva Japans statstyre

## Dubbelt medborgarskap och medborgarskaps förlorande
I princip erkänner Japan inte dubbelt medborgarskap. Japanska medborgare som väljer att ta emot något annat medborgarskap, förlorar sitt japanska medborgarskap. År 2023 fattade Tokyos högsta domstol att förbud på dubbelt medborgarskap inte går emot landets grundlag.
De som är under 20 år gamla kan vara dubbla medborgare men de måste fatta beslut om vilketdera medborgarskapet vill de behålla senast på deras 22:e födelsedag.
De som har fått sitt japanska medborgarskap genom ansökan måste ge upp sina andra medborgarskap om det är möjligt. De som kan inte göra detta kan ansöka ett undantagstillstånd och sedan ta emot också Japans medborgarskap.